# Morganza
Morganza is een plaats (village) in de Amerikaanse staat Louisiana, en valt bestuurlijk gezien onder Pointe Coupee Parish.

## Demografie
Bij de volkstelling in 2000 werd het aantal inwoners vastgesteld op 659.
In 2006 is het aantal inwoners door het United States Census Bureau geschat op 628, een daling van 31 (-4.7%).

## Geografie
Volgens het United States Census Bureau beslaat de plaats een oppervlakte van
3,6 km², waarvan 3,1 km² land en 0,5 km² water. Morganza ligt op ongeveer 10 m boven zeeniveau.
Stroomopwaarts van Morganza aan de Mississippi, ligt de Morganza Spillway, een waterbouwwerk met stuwen en noodoverlaat, beheerd door de United States Army Corps of Engineers, waarmee het debiet van de Mississippi kan gecontroleerd worden.

## Plaatsen in de nabije omgeving
De onderstaande figuur toont nabijgelegen plaatsen in een straal van 24 km rond Morganza.